# انت النص الحلو (ألبوم)
انت النص الحلو هو ألبوم غنائي للمطربة المصرية شيرين وجدي تم إنتاجه وتوزيعه عام 1991 بواسطة شركة صوت القاهرة مع تعاون الطرب الملحن حميد الشاعري، كما أنه يعتبر الألبوم الأول الرسمي للمطربة شيرين وجدي.

## الأغاني
- انت النص الحلو
- على أيه
- كلمة ورد غطاها
- مش أي كلام
- بحلم كتير
- أنشغل بيك
- تتخيل
- ليه بس قوللى